# 2006 au Nouveau-Brunswick
Chronologie du Nouveau-Brunswick
- 2002
- 2003
- 2004
- 2005
- 2006
- 2007
- 2008
- 2009
- 2010

Cette page concerne des événements d'actualité qui se sont produits durant l'année 2006 dans la province canadienne du Nouveau-Brunswick.

## Événements
- Création du Ministère des Gouvernements locaux du Nouveau-Brunswick.
- Création du Ministère du Mieux-être, de la Culture et du Sport.
- 13 janvier : le député de Nepisiguit Frank Richard Branch quitte le caucus de l'Association libérale pour siéger en tant que député indépendant.
- 23 janvier : lors des élections générales, le score est de 6 libéraux (39,2 %), 3 conservateurs (35,7 %) et 1 néo-démocrate (21,9 %) au Nouveau-Brunswick.
- 8 février : Noël Kinsella est nommé Président du sénat du Canada.
- 13 mars : l'ancien premier ministre du Nouveau-Brunswick Frank McKenna quitte son fonction de l'ambassadeur du Canada aux États-Unis.
- 18 septembre : 56e élection générale néo-brunswickoise.
- 3 octobre : Shawn Graham devient premier ministre du Nouveau-Brunswick à la suite de la défaite du chef du Parti progressiste-conservateur néo-brunswickoise Bernard Lord lors de l'élection du 18 septembre.
- 6 novembre : Allison Brewer quitte ses fonctions de chef du Nouveau Parti démocratique du Nouveau-Brunswick. Elle sera remplacée sur une base intérimaire par Pat Hanratty jusqu'à l'élection d'un nouveau chef en 2007.
- 4 décembre : fondation de l'École Carrefour de l'Acadie à Dieppe.
- 13 décembre : Bernard Lord quitte ses fonctions de chef du Parti progressiste-conservateur et annonce qu'il quittera son siège à l'Assemblée législative.
- 14 décembre : création de la Zone de protection marine de l'Estuaire-de-la-Musquash.

## Décès
- 26 janvier : John Hooper, sculpteur.
- 25 septembre : Ernest Richard, député et ministre.
- 12 décembre : Bob Copp, joueur de hockey sur glace.